# 금성나씨삼강문
금성나씨삼강문(錦城羅氏三綱門)은 전라남도 장성군 삼서면 우치리에 있는 정려각이다. 1985년 2월 23일 전라남도의 문화재자료 제128호로 지정되었다.

## 개요
충신 나통서·효자 나봉서·열녀이면서 나덕전의 처인 옥천 설씨·나준서의 처 공산 이씨의 충·효·열을 기린 정려각이다.
옥천 설씨는 병석에 누운 남편을 정성으로 간호하고 위독할 때 자기의 손가락을 잘라 그 피를 먹임으로써 위기를 넘기게 하였으며 세 아들을 훌륭하게 키웠다.
큰아들 나봉서는 성균관 진사로 있으며 모친의 병구환에 정성을 다했고, 둘째 아들 나통서는 강화유진이라는 벼슬에 있다가 병자호란 때 의병을 모집하는 열의를 보였다. 세째 며느리인 공산 이씨는 남편의 병구환을 시어머니인 설씨처럼 하였다고 한다.
이 문은 앞면 3칸·옆면 1칸이고, 지붕은 옆면에서 볼 때 사람 인(人)자 모양인 팔작지붕이다. 각 칸에는 홍살을 달아 내부를 막고 있다.

## 참고 문헌
- 금성나씨삼강문 - 국가유산청 국가유산포털